# Bewakingscamera

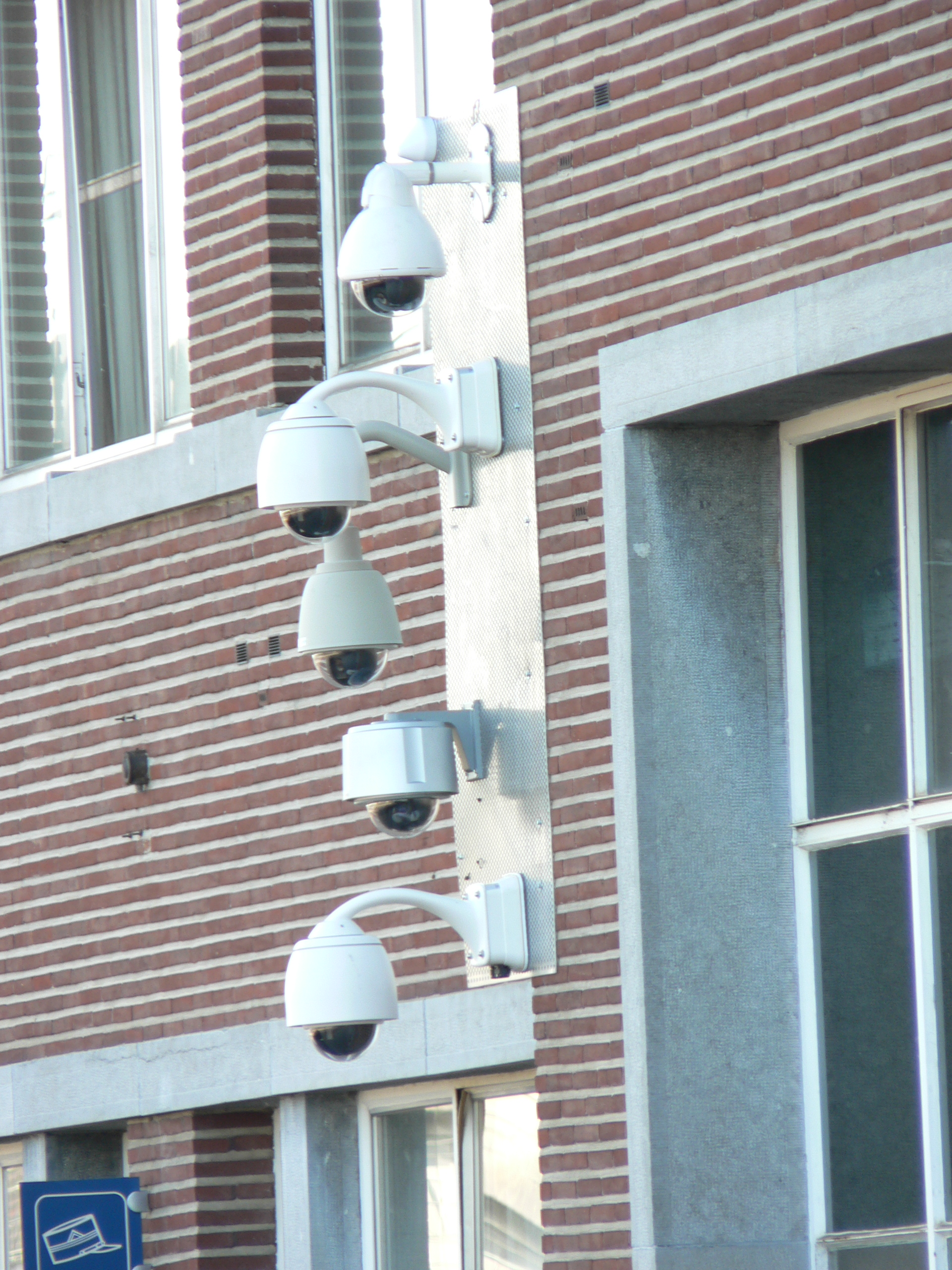
Proef met verschillende typen camera's in het station van Aarschot

Een bewakingscamera is een videocamera die wordt gebruikt om toezicht te houden. Bewakingscamera's zijn te vinden op locaties waar (extra) monitoring nodig is, zoals in banken en winkels. De inzet ervan wordt ook wel cameratoezicht genoemd.

## Technische achtergrond

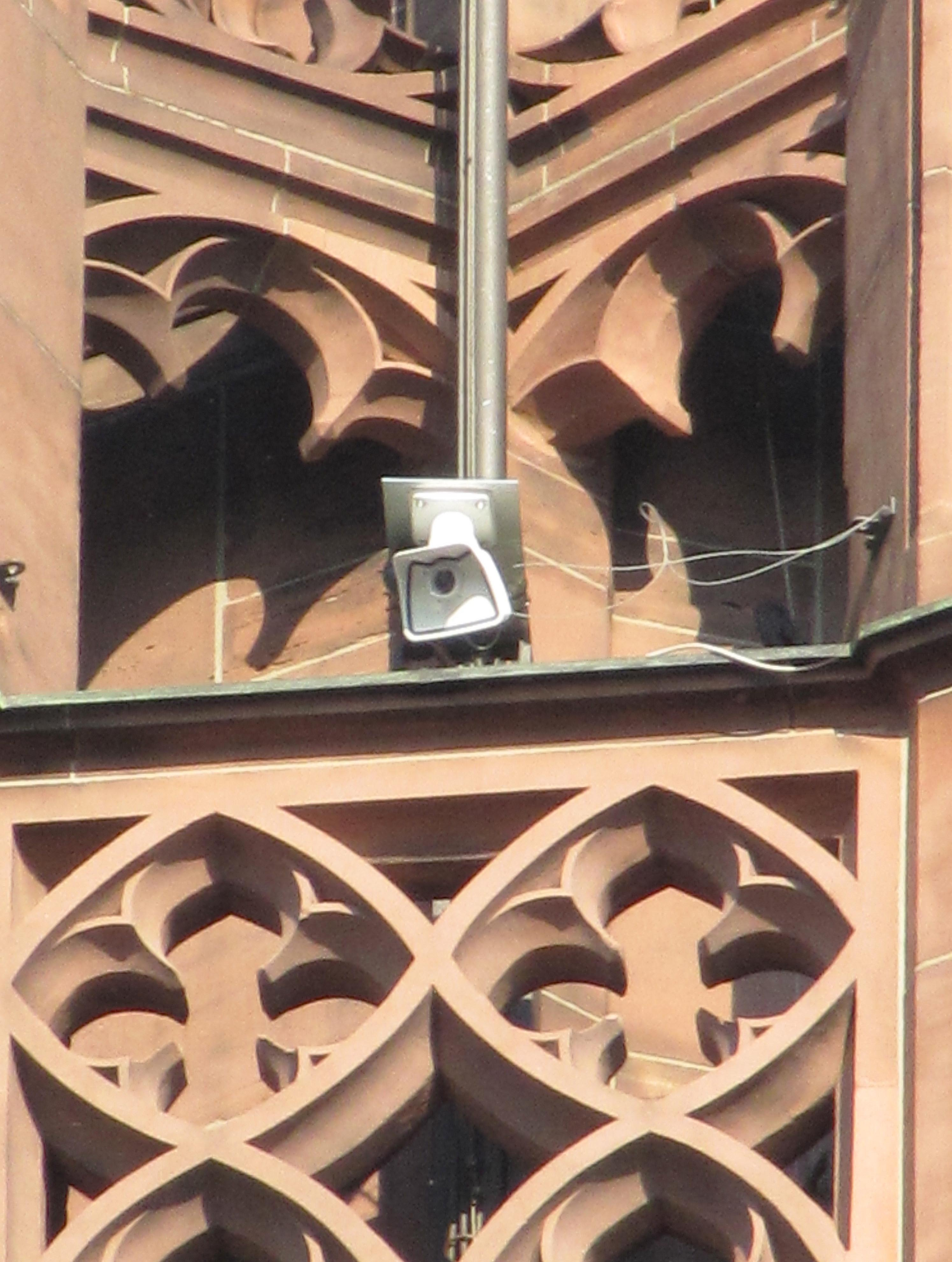
Een bewakingscamera op een bouwplaats in Frankfurt

Bewakingscamera's bestaan normaal gesproken uit de volgende onderdelen: een sensorchip, een objectief en een behuizing (met verwarming of koeling en stroomvoorziening). Een beeldscherm en recorder zijn nodig voor de signaalverwerking.
De kwaliteit van het beeld hangt af van de gebruikte CCD-chip of CMOS-chip en het objectief. Zwart-witcamera's zijn lichtgevoeliger dan kleurencamera's en daardoor geschikter voor inzet bij duisternis. Veel kleurencamera's kunnen overschakelen op zwart-wit als het licht vermindert.
Bewakingscamera's kunnen uitgevoerd zijn met een opvallende behuizing, wanneer deze opzichtig worden geplaatst kan daar een preventieve werking van uitgaan. Bij uitvoeringen met een donkergetinte bol – de zogenaamde 'dome' – kan men niet zien welke kant de camera op is gericht. Daarnaast beschermt de dome de camera.
Het komt steeds vaker voor dat bewakingscamera's worden uitgerust met andere sensoren zoals microfoons voor het waarnemen van geluid waarbij realtime 'incidenteel geluid' kan worden gedetecteerd - zoals vechtpartijen, brekend glas en dergelijke. Ook zijn er camera's die zijn uitgerust met een luidspreker zodat bijvoorbeeld een bewaker van afstand kan communiceren met degenen die in beeld zijn.